# Coniocompsa meinanderi
Coniocompsa meinanderi är en insektsart som beskrevs av Monserrat 1982. Coniocompsa meinanderi ingår i släktet Coniocompsa och familjen vaxsländor. Inga underarter finns listade i Catalogue of Life.